# Chetro Ketl
Chetro Ketl es un emplazamiento arqueológico anasazi de tipo great house que se encuentra en el parque nacional histórico del cañón del Chaco, en Nuevo México, Estados Unidos. La construcción del complejo empezó en torno al año 990 de nuestra era y ya estaba en gran parte concluida en 1075. Una remodelación significativa tuvo lugar a principios y mediados del decenio de los años 1110. Los habitantes del cañón del Chaco empezaron a emigrar a otros lugares, abandonando el cañón ya en 1140, luego de producirse una pertinaz sequía. Para 1250 la estructura había sido abandonada por sus últimos habitantes.

## Trasfondo
| Hace mucho tiempo en el norte, debajo del Lugar de Origen, todos salieron. Ahora bien, cuando salieron los que son los jefes de todos, todos salieron. Bajaron al sur... Iban viniendo del norte, y empezaron a hacer pueblos— Cochiti origin myth |

Parte de la cuenca del río San Juan recibía abundantes precipitaciones entre los siglos V y VIII, lo cual trajo un crecimiento significativo de las comunidades de casas excavadas. El crecimiento demográfico que se produjo durante el siglo VI dio lugar a que se colonizaran las tierras más bajas, incluido el cañón de Chaco, en el tránsito de la sociedad Basketmaker II de un estadio principalmente cazador-recolector a otro basado en el cultivo. Dicha cultura se conoce como Basketmaker III y ya en el año 500 existirían dos de tales asentamientos en el cañón de Chaco. Un periodo importante de la población Basketmaker III se conoce con el nombre de La Plata. Uno de los primeros emplazamientos pertenecientes al periodo La Plata, el poblado de Shabik'eshchee, estuvo habitado de manera continuada hasta principios del siglo VIII, momento en que el cañón albergaba a unos pocos cientos de personas.[9] Se han identificado varios conjuntos de emplazamientos Basketmaker III en las inmediaciones de Chetro Ketl.[10]
A medida que la población Basketmaker III mejoraba sus técnicas de cultivo durante el siglo VIII, las zonas bien irrigadas de la cuenca del río San Juan empezaron a verse densamente pobladas. Una mayor producción agrícola hizo necesaria la construcción de instalaciones no subterráneas para almacenar los excedentes. Fueron los primeros proyectos de construcción a gran escala que hubo en la región. Fagan lo considera el principio de los llamados «pueblos» [en Estados Unidos se utiliza este término en español], «dando paso a una época de profundas tensiones sociales, migración de poblaciones y cambios políticos».[11] En su opinión «ya en el año 800 la situación era irreversible. La gente de Chaco y de otros lugares estaba completamente inmersa en economías basadas en el cultivo del maíz y los frijoles».[12] Los arqueólogos se refieren al periodo que se inicia en torno al año 800 como Fase Pueblo I. Ya a principios del siglo X los grandes asentamientos de casas excavadas habían sido sustituidos por una construcción modular que posteriormente serviría de arranque a las estructuras anasazis de tipo great house.[13][lower-alpha 1] Ello marca el inicio de la Fase Bonito.[16] Durante el siglo X la población de Chaco aumentó debido al aporte continuo de inmigrantes procedentes del río San Juan, unos 160 km. al norte.[17] Fagan indica que «en el curso de unos pocos siglos, al hacerse menos regulares las precipitaciones y la vida menos predecible, los habitantes de Chaco se lanzaron a una trayectoria cultural que aunaba antiguas tradiciones con ideas nuevas que habrían de fraguar en una magnífica sociedad del suroeste que no duraría mucho».[18]

## Ubicación y alineamiento
El cañón de Chaco se encuentra en el centro geográfico de la cuenca del río San Juan.[19] Está en la zona noroeste de Nuevo México, 97 km. al norte de la carretera interestatal 40 y a 210 km. al norte de Gallup, la ciudad más cercana. La divisoria continental de aguas se encuentra a 32 km. hacia el este.[20] El cañón de Chaco fue excavado por el río Chaco, que erosionó varios cientos de pies de la actual Chacra Mesa.[19] La altura del cañón de arenisca y del terreno desértico circundante es de aproximadamente 1800 m. Aunque la mayoría de los emplazamientos arqueológicos de Chaco se ubican en el fondo del cañón propiamente dicho, extendiéndose desde el sur a 56 km de Kin Ya'a hasta Pueblo Alto en el norte y a 32 km de Pueblo Pintado al noreste y Peñasco Blanco al suroeste. En lo que se refiere a drenaje de aguas y afinidad cultural, la zona forma parte de la cuenca del río San Juan que incluye a Mesa Verde en Colorado y a Kayenta en Arizona.[20]
Chetro Ketl está situado a 0.64 km al este de Pueblo Bonito, dentro de una zona que los arqueólogos denominan el centro urbano de Chaco (downtown Chaco). Los expertos conjeturan que la zona puede ser un recinto sagrado ancestral que está demarcado por un muro de mampostería de baja altura que circunda Chetro Ketl, Pueblo Bonito y Pueblo del Arroyo.[22] Chetro Ketl se encuentra en un emplazamiento que es simétrico al de Pueblo Bonito, estando los edificios equidistantes al eje norte-sur que atraviesa el cañón.[23] Anna Sofaer propuso que muchas de las estructuras de tipo great house del cañón de Chaco se construyeron buscando resaltar alineamientos astronómicos. Durante el lunasticio menor, la luna llena se eleva a lo largo del muro posterior de Chetro Ketl.[24][lower-alpha 2]
Chetro Ketl se encuentra en el lado opuesto a una gran abertura en el cañón conocida como South Gap (Grieta Sur) que ayuda a maximizar la exposición del edificio al sol a la vez que facilita su visibilidad y un mejor acceso hacia el sur.[26] Su muro trasero corre paralelo al cañón y a menos de 30 m de distancia de las paredes de éste, de modo que dicha proximidad permitía a sus habitantes beneficiarse de la energía solar pasiva que irradiaba de las rocas. Chetro Ketl no se encuentra perfectamente alineado con los puntos cardinales pero su nominal orientación hacia el sur mejoraba la exposición solar de sus estancias escalonadas en pisos.

### Madera
Los muros exteriores del gran kiva, de datan de los años 1062-1090, tienen un grosor de entre 0.76 y 0.91 m. Hawley identificó la mampostería como perteneciente al Tipo III con un revestimiento tosco que cubre la plataforma y que es posterior al periodo final de construcción (1100-1116).[127] Un antecámara de 5.5 por 3 m está anexa al extremo norte del recinto, el pasadizo existente entre ambos tenía una escalera que ascendía 2.4 metros en 9 escalones desde el nivel del kiva.[128]
La especie más usada fue el pino ponderosa. Los anasazi talaron aproximadamente 16000 ejemplares para Chetro Ketl y la especie ya ha desaparecido del cañón. Los arqueólogos Florence M. Hawley y Neil Judd plantearon la existencia de un tupido bosque que podría haberse dado en el cañón y alrededores durante los siglos X y XI que acabó destruido por la excesiva tala. Dean y Warren creen que es improbable pero la presencia de árboles en el cañón en el siglo XX «sugiere que pudieron existir algunos pinos que pueden haberse utilizado a nivel local en los grandes poblados». En su opinión «la tala de árboles para las construcciones anasazi debe haber diezmado los bosques de pinos ponderosa en muchas millas a la redonda del cañón de Chaco».[36] Los arqueólogos creen que los árboles serían procesados in situ y posteriormente transportados, no arrastrados, al cañón de Chaco.[37]
En 2001 un análisis de isótopos de estroncio indicó que desde el año 914 los anasazi obtuvieron madera para construcciones de dos fuentes principales: los Montes Chuska y el Monte Taylor, en las Montañas de San Mateo. Ambos emplazamientos se encuentran a una distancia similar: unos 76 km. A pesar de que su proximidad era la misma, no extrajeron madera de los Montes Nacimiento. El hecho de que se prefiriera la madera de Chuska y San Mateo, evitándose la de Nacimiento, sugiere que, a la hora de obtener madera, pesaron mas los «lazos socioeconómocos regionales» que el «ir agotando previamente los recursos en emplazamientos más accesibles».[38]
Los anasazi usaron arcilla o arcilla-arena y agua para hacer mortero de barro. La mayor parte del material provino de los depósitos existentes en el cañón pero algunas de las arcillas pueden haberse extraído de la base de las paredes del cañón. La arcilla y arcilla-arena de los lugares donde formaba depósitos cavando grandes zanjas, haciendo la mezcla del mortero en las zanjas y transportando la mezcla al lugar de construcción en canastas. El agua es escasa en el cañón de Chaco y la construcción probablemente se llevaba a cabo principalmente durante la temporada de lluvias de finales de verano y principios de otoño, cuando era más fácil conseguirla. También se recogía agua de pequeños reservorios en la roca y de pozos profundos practicados en el lecho del arroyo de Chaco Wash.[40]

## Abandono
Los anasazis ancestrales dependían de un aporte regular de precipitaciones para el sostenimiento de su sociedad agrícola. Ello resultó ser todo un reto en el cañón de Chaco, incluso contando con un régimen regular de precipitaciones. Ya en 1130 las lluvias habían disminuido y los cultivos de maíz de los que vivían sus habitantes habían empezado a declinar mientras la región sufría cada vez más los efectos de una sequía devastadora que duró cincuenta años. Después de una ocupación continuada de más de seiscientos años, los anasazi ancestrales empezaron a emigrar del cañón.[62] Fagan afirma que ya en 1140 «se había acabado».[63] Un estudio de los enterramientos del siglo XII presentes en la zona de Gallup, Nuevo México, indica que hasta la mitad de la población que vivió durante la sequía falleció antes de cumplir la edad de dieciocho años, dándose que un sesenta por ciento del total de fallecimientos tenía lugar antes de los treinta y cinco años. El estudio estimaba que cada mujer debía tener cuatro hijos para mantener la fuerza de trabajo agrícola.[64]

## Construcción
Al igual que otras great house del cañón, Chetro Ketl se construyó a lo largo de un extenso periodo, durante el cual los anasazi extrajeron del cañón grandes cantidades de piedra arenisca. W. James Judge describe el periodo comprendido entre los años 1030 y 1130 como «el siglo de oro de Chaco, una época virtualmente sin parangón en ningún otro lugar del sudoeste precolombino».[30] Ya en 1085, los anasazi habían construido distintas great house en Chetro Ketl, Pueblo Alto y Pueblo del Arroyo, durante una época que Fagan describe como «de un crecimiento y un alcance extraordinarios».[31]

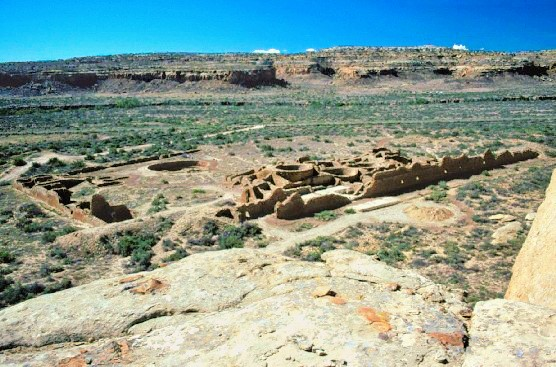
Chetro Ketl visto desde el norte

Casi el 78% de los 26 000 árboles que se estima que consumió la construcción de Chetro Ketl se derribaron entre 1030 y 1060. Más de 7000 árboles se derribaron únicamente para la construcción del kivas (estancias circulares) y, de ellos, 750 se emplearon en el gran kiva.[39] Las techumbres solían estar formadas principalmente por vigas primarias, vigas secundarias y una o dos capas de tejuelas de madera, probablemente de una especie de enebro o de pino piñonero que se podían encontrar por la zona. La mayor parte de las vigas primarias y secundarias de construcción eran de pino ponderosa. Aparte de los materiales de uso a gran escala, la construcción requería de otros elementos en cantidades más reducidas. Se usaban cuerdas para mantener sujetas las piezas de la techumbre. Asimismo eran necesarias canastas y armazones de madera para transportar mortero y piedra. Se usaron en gran cantidad otros instrumentos como palos cavadores y piedras martillo, muchos de cuyos descartes se han hallado en el interior de los muros.[40]

### Piedra y mortero

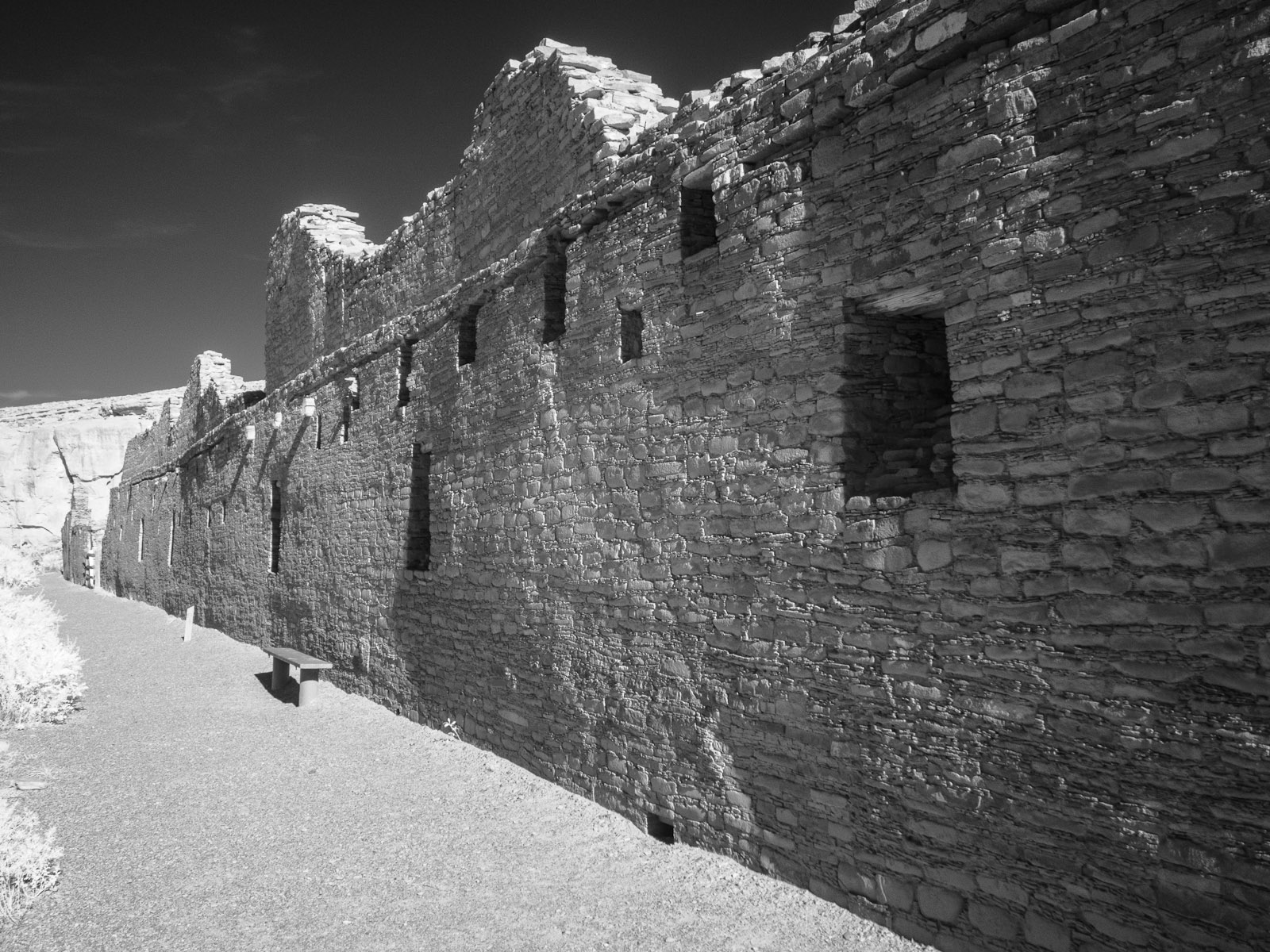
Muro norte de Chetro Ketl

Los muros de Chetro Ketl se construyeron haciendo uso de tres materiales en grandes cantidades: piedra, arcilla-arena y agua. Se usaron dos tipos de piedra: una piedra tabular dura de color gris parduzco que forma la plataforma que corona las paredes del cañón de Chaco, y una piedra arenisca más blanda, abundante y de color canela que forma dichas paredes. Los anasazi preferían la piedra tabular dura ya que era más fácil de cantear pero gran parte de esta había que desenterrarla y extraerla usando grandes palancas de madera. Como la arenisca de las paredes del cañón era más fácil de obtener pero mucho más difícil de trabajar, es probable que los anasazi solo la usasen después de agotar las fuentes de la piedra gris parduzca.[41]

### Etimología
Se desconoce el origen y significado genuinos de «Chetro Ketl». Lekson y Peter McKenna señalan que aunque la mayoría de los nombres que se han dado a las ruinas de Chaco son o bien en español o bien en navajo, «Chetro Ketl no pertenece a ninguno de los dos idiomas».[58] Un guía mexicano que trabajó en la primera expedición estadounidense de 1849 lo tradujo como «poblado de la lluvia».[84] En 1889 el historiador navajo Washington Mathews dijo que en la mitología de los navajo, a la estructura se la llama Kintyél o Kintyéli, que quiere decir «casa ancha». Otras traducciones navajo serían, entre otras, «casa de la rinconada» y «casa que resplandece».[85]

## Excavación
El punto de inflexión de la cultura anasazi anterior al periodo de malas cosechas generalizadas de 1130 a 1180 fueron los años especialmente secos de 1090 a 1095. La emigración del cañón de Chaco se incrementó significativamente durante esos años y las construcciones anasazis situadas en comunidades periféricas como Mesa Verde, Salmon y Ruinas Aztecas, empezaron a tener un florecimiento. A pesar del acelerado despoblamiento del cañón, el gran kiva de Chetro Ketl puede haber sido remodelado y haberse utilizado a principios del siglo XIII.[66] Se cree que la capa de escombros con la que se cubrió con gran descuido las zonas ceremoniales se añadió durante un «cierre organizado» que seguramente iría acompañado de una «ceremonia de clausura».[67] Antiguos fragmentos de cerámica indacan que los últimos habitantes de Chetro Ketl ya habrían abandonado la estructura en 1250.[68]

## Redescubrimiento

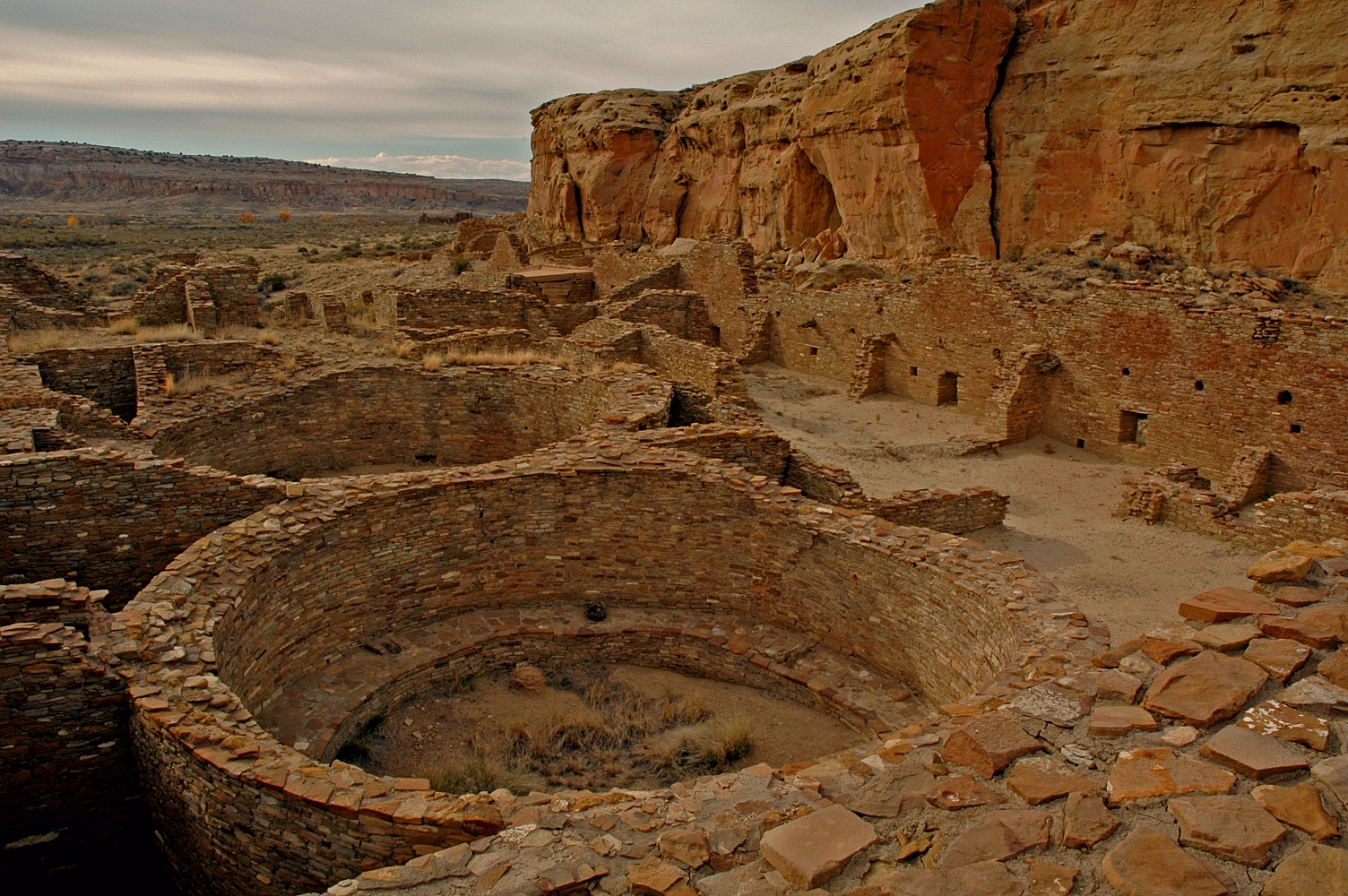
Chetro Ketl, mirando al oeste, con su muro norte en la parte superior derecha de la imagen

En los años que siguieron a la emigración de los anasazi ancestrales desde el cañón de Chaco, tuvieron lugar distintas migraciones hacia esta región. En el siglo XV el pueblo navajo llegó a la zona procedente del noroeste de Canadá y en el siglo XVIII llegaron desde el sur exploradores y colonos españoles. Los españoles exploraron parte de la cuenca del río San Juan pero no está atestiguado que descubrieran el cañón de Chaco.[69] Cuando el cartógrafo Bernardo de Miera y Pacheco levantó un mapa en 1774 de las posesiones españolas en la región, rotuló el cañón de Chaco con la palabra «Chaca» pero es improbable que llegara a visitar la zona. En 1823 el gobernador de Nuevo México, José Antonio Vizcarra descubrió ruinas antiguas en el cañón durante una campaña militar contra los navajo.[71] El relato de Vizcarra es la primera referencia histórica a las estructuras great house existentes en Chaco que eran «de tal antigüedad que sus habitantes no fueron conocidos por los europeos».[69][lower-alpha 4] En 1844Josiah Gregg hizo la primera referencia publicada al cañón de Chaco en su libro, Commerce of the Prairies.[71]

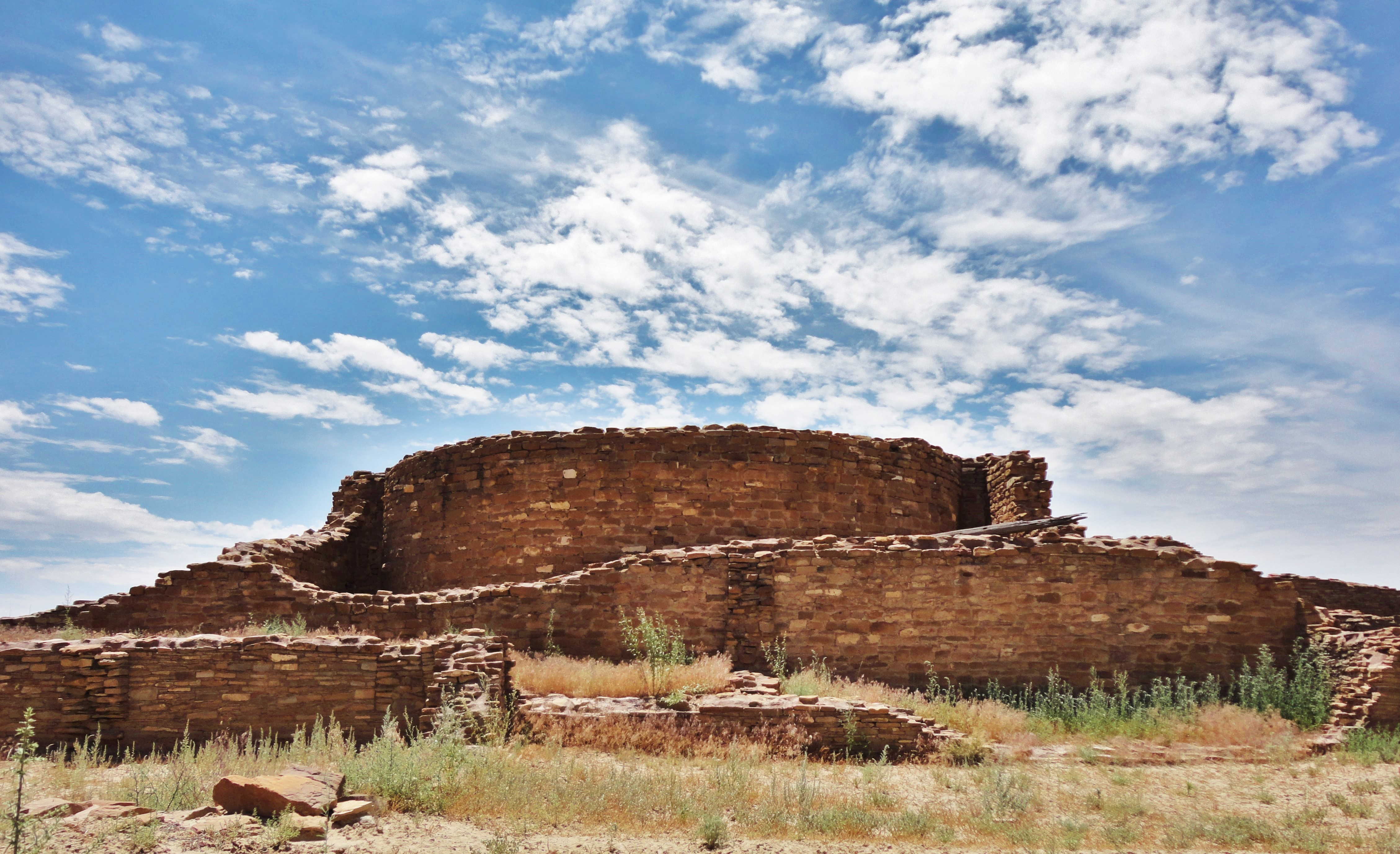
El kiva torreón de Chetro Ketl, visto desde el norte

Los Estados Unidos empezaron a explorar la región a continuación de la Intervención Estadounidense en México (1946-48) y la anexión del territorio de Nuevo México. Durante una campaña contra los navajos en 1849, el teniente James Simpson del cuerpo de ingenieros del ejército de los Estados Unidos se interesó por las ruinas del cañón.[73] Una partida liderada por el gobernador de Jemez Pueblo, Francisco Hosta, exploró el cañón. Entre sus miembros estaba Simpson y los hermanos Richard y Edward Kern, respectivamente artista y cartógrafo. A Simpson le impresionó la mampostería de Chetro Ketl, a la que se refirió como «una combinación de ciencia y arte que solo se puede atribuir a un alto grado de civilización y refinamiento como el que se observa en las obras de los mexicanos o de los Pueblos de la actualidad».[75] Simpson y los suyos documentaron sus hallazgos, anotando la posición y el estilo de las estructuras great house, tomando medidas y haciendo bocetos de las principales ruinas del cañón.[73] Describieron los kivas como «apartamentos circulares hundidos en el terreno».[76] Simpson exploró Chetro Ketl brevemente y documentó seis de sus estancias circulares y 124 estancias del nivel inferior del edificio de cuatro niveles.[77] Advirtió que había una estancia especialmente bien conservada donde «los muros de piedra aún están enlucidos con yeso en un estado de conservación aceptable».[78] Vivian atribuye al informe de la breve exploración de Simpson de 1850 y a las litografías de Richard H. Kern ser el inicio de la arqueología del cañón.[73][lower-alpha 5] La investigación científica del cañón de Chaco echó a andar cuando Richard Wetherhill dio inicio a su exploración del cañón en 1895. Wetherhill era bien conocido por haber descubierto algunos de mayores emplazamientos ancestrales anasazis de Mesa Verde y, tras recibir la invitación del arqueólogo aficionado Sidney Palmer para explorar el cañón de Chaco, organizó una expedición de un mes a la región. Pronto consiguió financiación para toda una temporada y en 1896 empezaron las excavaciones a gran escala en Pueblo Bonito.[80][lower-alpha 6]

### Artefactos
Lekson dice de Chetro Ketl que es «notablemente estéril» afirmando que «es imposible precisar qué cantidad de material llegó a recuperarse durantes varias campañas» de excavación. Las notas de campo indican que aunque se encontraron varios artefactos importantes como canastas, sandalias, fragmentos de madera pintada, palos cavadores, puntas de flecha y vasijas rotas en la estructura great house, a dónde fue a parar la mayoría de ellos «es uno de los grandes misterios del Sudoeste». Atribuye la «casi total desaparición» de los artefactos de Chetro Ketl, que se consideraron mediocres comparados con los que se hallaron en Pueblo Bonito, al tratamiento poco serio que Hewett dispensó a la colección.[101] El Museo de Nuevo México alberga varios artefactos extraídos de Chetro Ketl, entre ellos piezas de turquesa, una cantimplora de cerámica blanquinegra, una piedra de catorce pies de largo y un colgante de concha.[110]

## Descripción

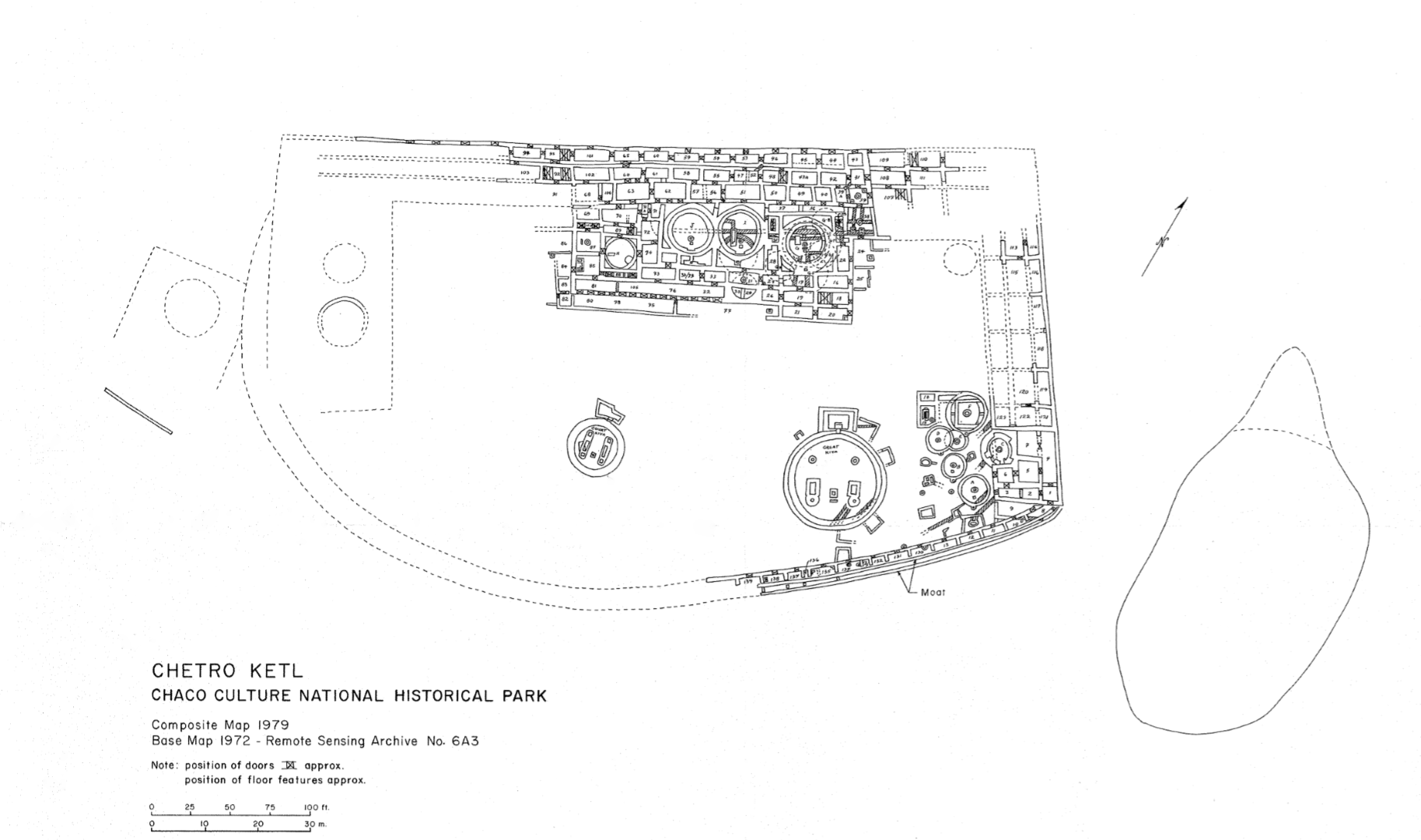
Mapa de Chetro Ketl del Servicio de Parques Nacionales

Chetro Ketl tenía unas 400 estancias y era la estructura casa grande de mayor tamaño de la zona de Chaco. Partes de la estructura alcanzaban los cuatro pisos, tres de los cuales aún se conservan.[111][lower-alpha 11] El edificio abarca casi 3 acres, la mitad de los cuales pertenecen aproximadamente a la plaza cerrada que se halla cercada por algunas alas de estancias por el norte, este y oeste. El perímetro de Chetro Ketl es de 470 metros.[114] La estructura casa grande tiene forma de D, con un muro este de 85 metros de longitud y un muro norte de más de 140 metros.[112] La construcción de la estancias se hizo con una profundidas de tres y una altura de tres o cuatro pisos en una disposición aterrazada de manera que el nivel de estancias más bajo (a nivel del suelo) que da a la plaza, situada en el centro del edificio, solo tiene un piso.[112]
Chetro Ketl tenía doce kivas: dos de grandes dimensiones en el ala al oeste de la plaza, uno que es el gran kiva, y diez en el bloque central de estancias, incluida uno que se conoce como kiva torreón.. El montículo de desechos tenía 62 metros de largo, 37 de ancho y 6.1 de altura; contenía entre 6200 y 7800 metros cúbicos de detritos.[116] La plaza de Chetro Ketl se encuentra elevada sobre el nivel del suelo circundante 1.75 metros. Dicha característica es única en el cañón, donde las plazas de otras estructuras semejantes están al mismo nivel que el terreno.[117]
La primera excavación formal llevada a cabo en Chetro Ketl fue dirigida en 1920 y 1921 por Edgar L. Hewett, director de la primera escuela de campo de arqueología del cañón de Chaco.[86] Visitó el cañón en 1902, y en 1916 consiguió que la School of American Research participase en las excavaciones de Chetro Ketl junto al Royal Ontario Museum y el Instituto Smithsoniano. Hizo algunos estudios previos a finales de 1916 pero la Primera Guerra Mundial demoró sus planes. Cuando los trabajos se reanudaron en 1920 el Instituto Smithsoniano se vio obligado a retirar su contribución debido a motivos económicos.[87]

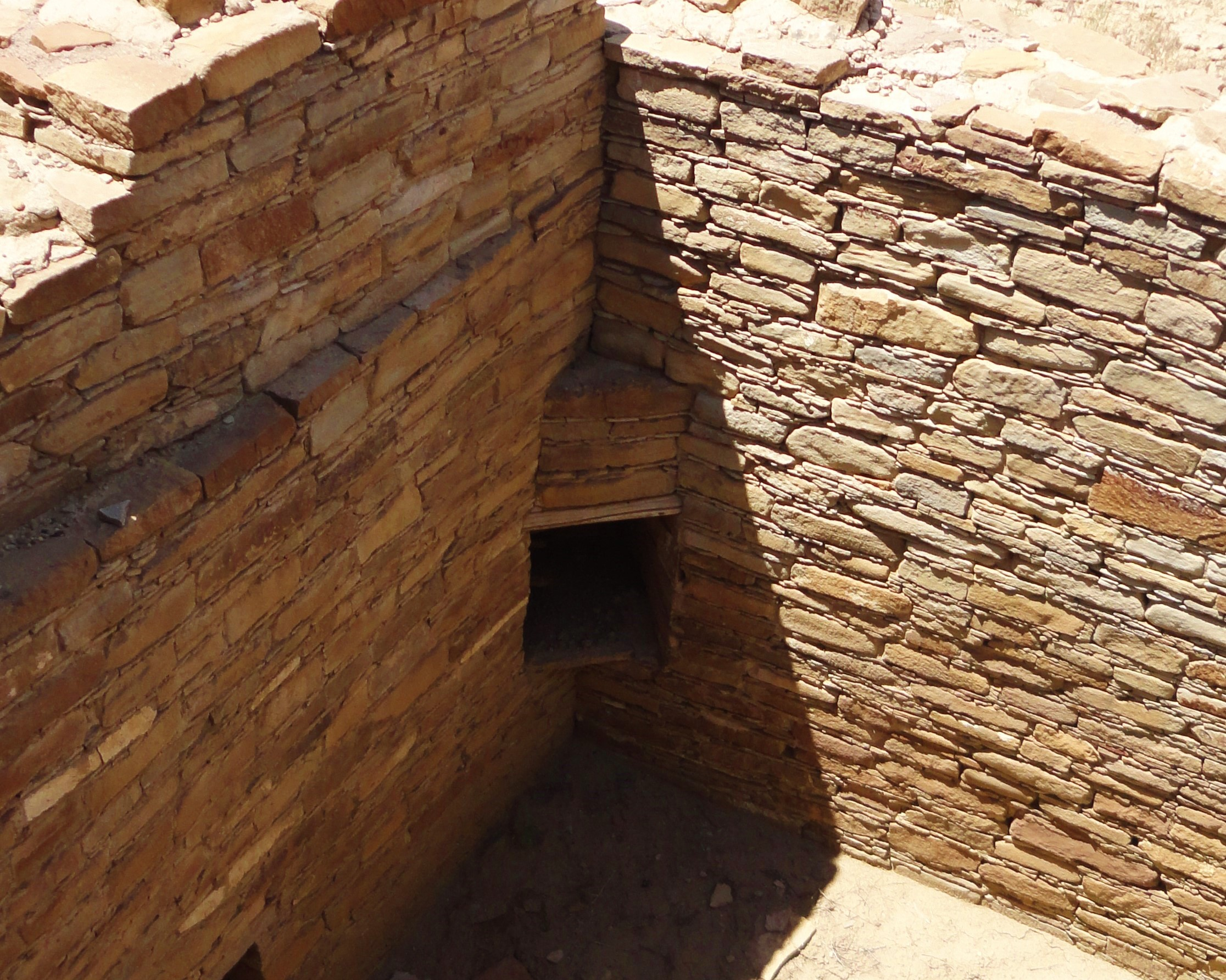
Acceso esquinero en Chetro Ketl

La parte frontal del edificio se caracteriza por un rasgo intrigante que consiste en dos muros paralelos que corren a muy poca distancia uno del otro que los arqueólogos llaman «el foso». La cámara larga y angosta corre a lo largo del muro exterior y parece haberse rellenado en una época aproximadamente coincidente con aquella en que se elevó el nivel de la plaza, en torno al año 1070. El propósito del foso es desconocido pero en emplazamientos anasazi situados más al norte se han hallado túneles tendidos entre distintas estancias y el foso habría facilitado desplazamientos entre las distintas alas de Chetro Ketl.[118]
Una hendidura angosta que corre a lo largo de la superficie exterior del muro norte indica la presencia de un antiguo balcón.[111] Hay varias estancias anexas a la parte posterior de la estructura que carecen de un acceso directo al edificio principal. Se cree que estas sirvieron de almacén comunitario.[119] Chetro Ketl y Pueblo Bonito son las únicas estructuras del cañón de Chaco con accesos esquineros.[120]2,5 pies (0,8 m)

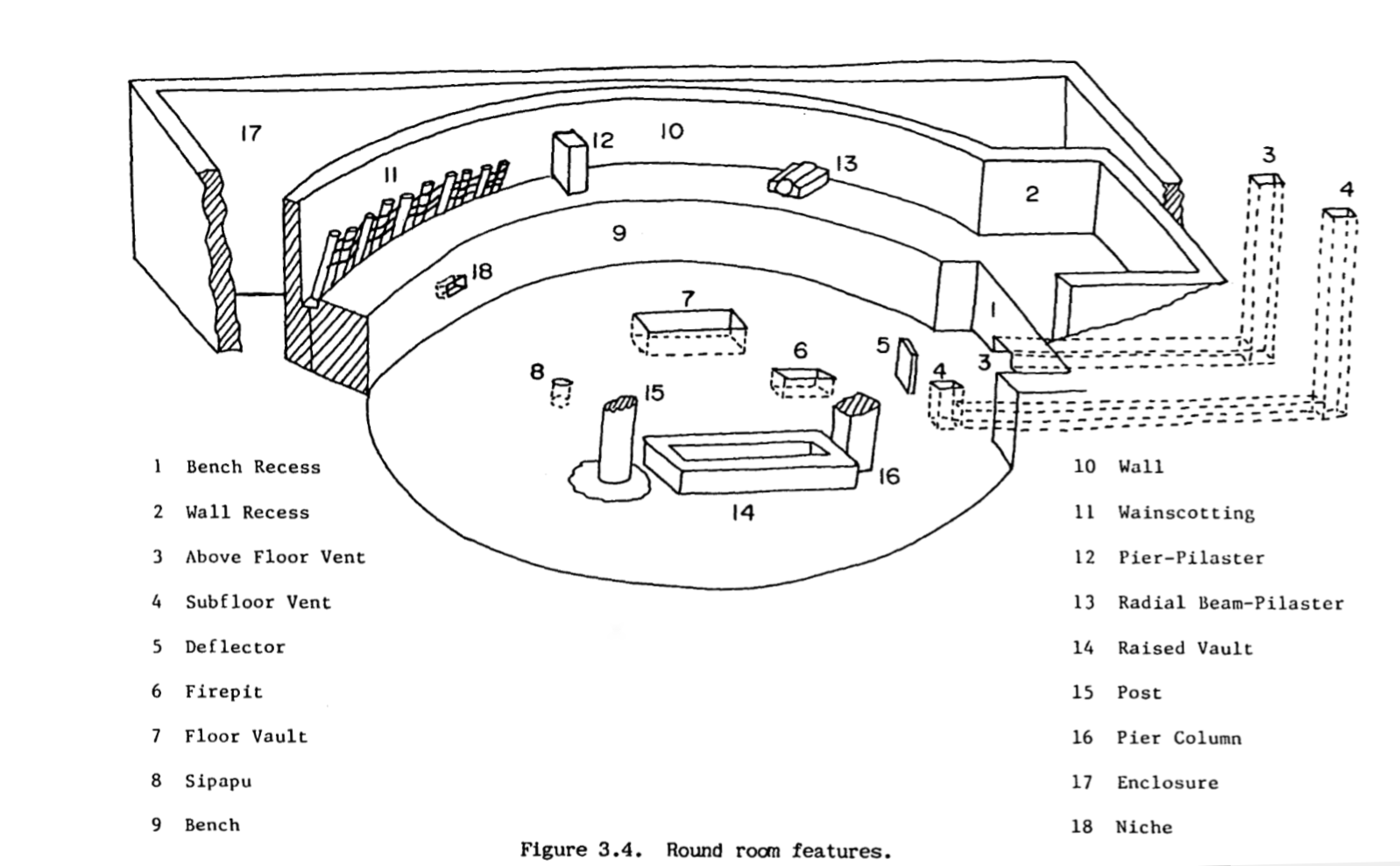
Elementos de las estancias circulares de Chaco

Los grandes kivas son siempre mucho más grandes y de mayor fondo que los kivas de estilo Chaco. Aunque los muros de los grandes kivas siempre se extienden por encima del entorno circundante, los muros de los kivas de estilo Chaco están al nivel del entorno circundante. Los kivas de estilo Chaco a menudo están incorporados dentro de los bloques centrales de estancias de las casas grandes pero los grandes kivas siempre están separados de las estructuras centrales. Los grandes kivas tienen casi siempre una plataforma a manera de poyo que rodea el espacio interior pero dicho elemento no se encuentra en kivas de estilo Chaco. Los grandes kivas también suelen contar con cámaras practicadas en el suelo que pueden haber hecho las veces de tambores cuya ejecución con los pies podrían haberla llevado a cabo danzantes ceremoniales. Los kivas de estilo Chaco carecen de ellas.[121]
Aunque muchos de los grandes kivas del cañón se encuentran adyacentes a la casa grande al que están asociados o bien aislados, Chetro Ketl, que tiene 19.1 metros de diámetro, se encuentra dentro de los muros del «pueblo». El nivel de su suelo más antiguo está a 4.6 metros por debajo del actual nivel de la plaza.[123] El actual suelo del kiva está en promedio a 2.82 metros por debajo.[124] Varias estancias periféricas sostenían la estructura, que se encuentra en la esquina sudeste del espacio. Una estáncia más reducida, conocida como Kiva Palaciego (Court Kiva) se sitúa a 30 metros al oeste, en la zona centro-sur de la plaza. El Kiva Palaciego empezó siendo un kiva perteneciente al estilo Chaco pero fue remodelado posteriormente con el propósito de añadirle varios de los elementos que son propios de un gran kiva.[126]
Judge señala que «casi todos los investigadores reconocen en la autoridad entre los anasazi un componente ritual y consideran que estos crearon un centro regional que giraba en torno a un corpus de ceremonias convincente e integrador». Las estimaciones demográficas preliminares referidas al cañón arrojaban una población de hasta diez mil personas pero, en su opinión, una cifra más cercana a los dos mil es más verosímil. Considera que Chaco es un centro ceremonial y un «lugar de arquitectura ritual» que recibiría la visita de peregrinos procedentes de las dos mil comunidades de toda la cuenca del río San Juan. Dichos peregrinos llevarían consigo al cañón grandes cantidades de bienes y materias primas, incluyendo aquellas exóticas como la turquesa y las cuentas de concha, así como cerámica, madera y alimentos.
La estructura sería redescubierta en 1823 por el gobernador mexicano de Nuevo México, José Antonio Vizcarra. En 1849 el teniente James Simpson, del cuerpo de ingenieros del ejército estadounidense, documentó las notables ruinas que existían en el Cañón de Chaco. Edgar L. Hewett, director de la primera escuela de campo de arqueología que hubo en el cañón, supervisó excavaciones en Chetro Ketl en 1920 y 1921 y posteriormente entre 1929 y 1935.
Expertos en la zona de Chaco calculan que hicieron falta más de 500000 horas-hombre, 26000 árboles y 50 millones de bloques de arenisca para levantar Chetro Ketl. La casa grande es una estructura en forma de D. Su muro oriental mide 85 metros y el muro norte sobrepasa los 140 metros. Tiene un perímetro de 470 metros y el diámetro del gran kiva es de 19.1 metros. Chetro Ketl contaba con aproximadamente 400 estancias y, por superficie, fue la mayor estructura casa grande del Cañón de Chaco, abarcando 1.2 hectáreas. Chetro Ketl se encuentra a 640 metros de Pueblo Bonito, una zona a la que los arqueólogos llaman centro urbano de Chaco (downtown Chaco) y sostienen la teoría de que el emplazamiento puede tratarse de una zona sagrada. En Chetro Ketl se encuentran elementos arquitectónicos tales como un kiva con columnata y torre que parecen reflejar alguna influencia mesoamericana. 
El propósito al que serviría Chetro Ketl se encuentra muy discutido pero muchos arqueólogos son de la opinión de que el edificio se construyó para que en él tuvieran lugar ceremonias a gran escala que ocuparían una posición preeminente dentro del sistema ritual de Chaco. Podría haber sido ocupado primordialmente por sacerdotes y, en las épocas de rituales, por peregrinos provenientes de comunidades alejadas. El arqueólogo Stephen H. Lekson cree que Chetro Ketl fue una estructura palaciega habitada por la realeza de Chaco y las dimensiones de la construcción estarían motivadas por lo que los arquitectos llaman «massing» (percepción de los volúmenes): construir estructuras imponentes con el propósito de impresionar al observador. El edificio se ha deteriorado significativamente desde su redescubrimiento a principios del siglo XIX y su importancia como fuente de información sobre la cultura de Chaco declina poco a poco.

## Antecedentes

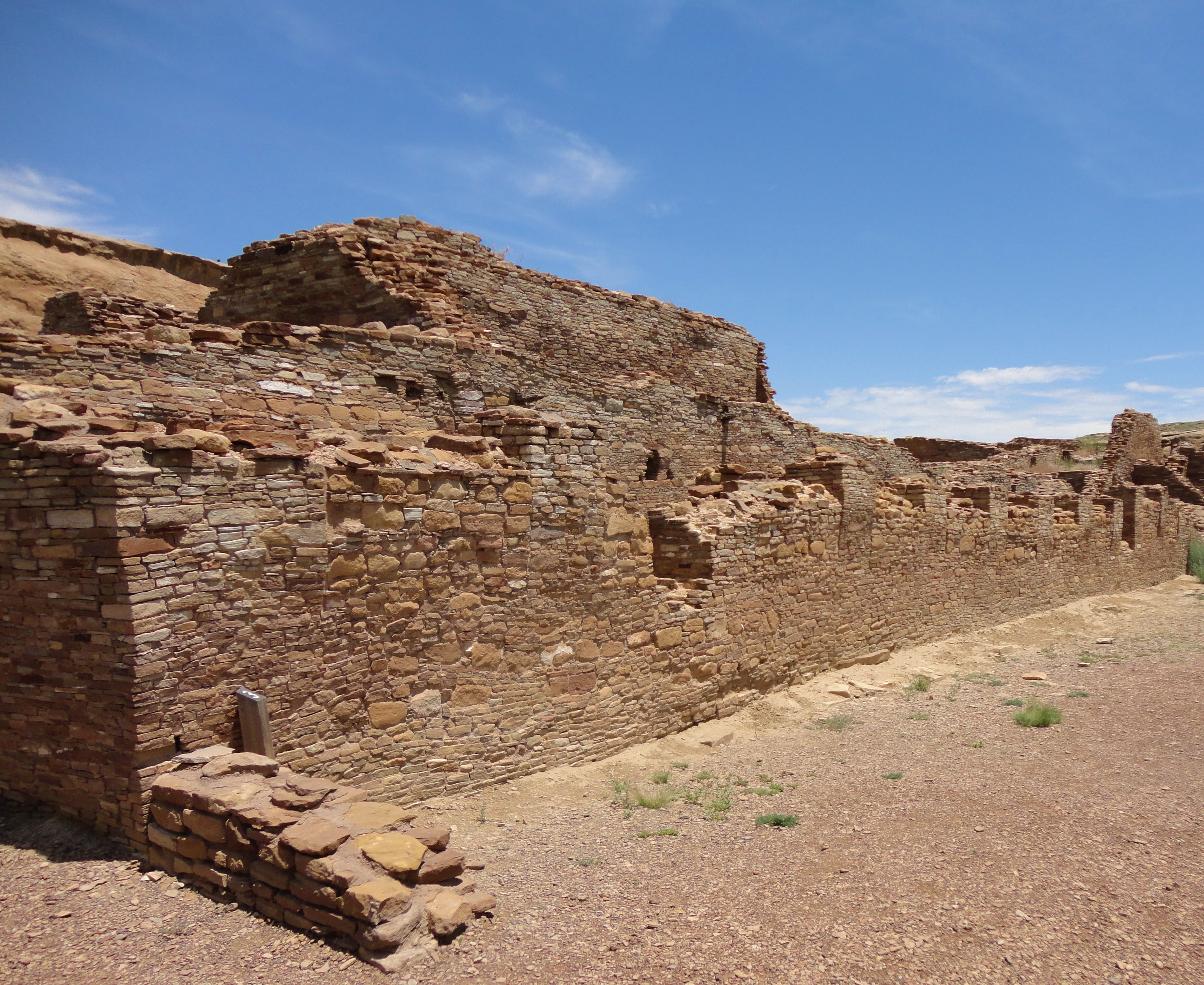
La columnata de Chetro Ketl (frente), con el kiva torreón (fondo)

El lugar tiene una columnata que Lekson, Windes y Fournir denominan «prominente, incluso imponente sobre la plaza» y «posiblemente la forma distintiva de Chetro Ketl y quiza de Chaco».[133] No es solo única del cañón de Chaco sino de la arquitectura anasazi como un todo. La estructura similar más cercana se encuentra a más de 500 millas de distancia en Casas Grandes, al noroeste de México.[134] Construida en un momento posterior a 1105, las columnas que dan a la plaza se encuentran entre las últimas reformas que se hicieron en Chetro Ketl.[135] El lugar donde está la columnata y su orientación hacia el cañón indican que se ideó para poderse ver desde el interior del edificio. Más tarde se rellenó con mampostería para ampliar el espacio habitable.[136] Tenía 28 metros de longitud y contenía trece columnas.[137]

### Agricultura y cerámica
El cañón de Chaco recibe el caudal de tormentas de invierno y algunas lluvias de verano que irrigan los torrentes. El de Chaco Wash es profundo y vierte a la capa freática que se encuentra a 6 metros de profundidad del lecho del cañón.[20] Los bancales de cultivo practicados en la pared de la «mesa» que está a la espalda de Chetro Ketl pueden haberse utilizado para cultivos especializados como el tabaco y los canales que van desde Pueblo Bonito a Chetro Ketl probablemente llevaban agua de lluvia. La situación de Chetro Ketl dentro del Chaco urbano y su proximidad a la Grieta Sur beneficiaron a los trabajos agrícolas efectuados cerca de la casa grande ya que las tormentas de verano tendían a quedar retenidas en la abertura, aportando humedad a la zona.[143]

### Propósito

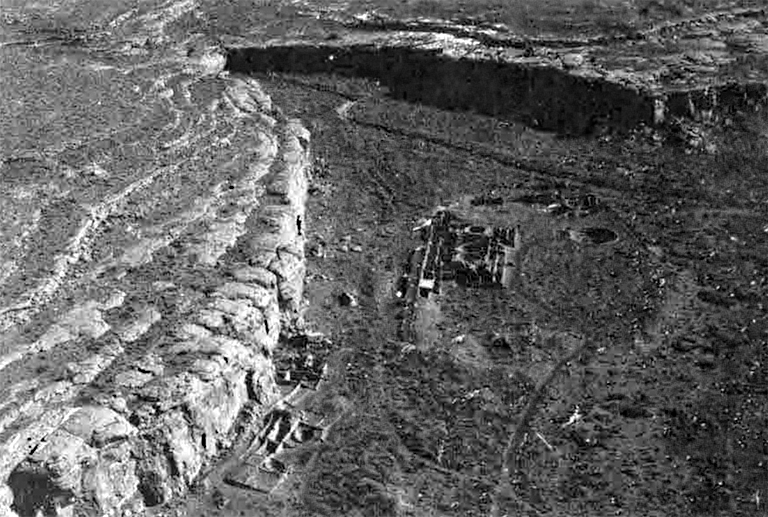
Chetro Ketl visto desde el oeste, 1981

Lekson ideó una teoría llamada el meridiano de Chaco que se basa en similitudes arquitectónicas entre los emplazamientos anasazis de Aztec Ruins y cañón de Chaco y los de Paquime y Casas Grandes en el norte de México. Cree que estos sitios están situados aproximadamente en la misma línea de longitud (107°57'25") de forma deliberada y que ello indica que existe una conexión ceremonial entre todos ellos. El gran camino del norte cuyo trazado sigue de forma aproximada el meridiano de Chaco y muchos de los caminos antiguos de la zona parecen seguirlo hacia los emplazamientos importantes de la cuenca.[173]La constante ausencia de artefactos y estructuras en las estacias anasazi excavadas sugieren que se usaron principalmente para almacenar grano pero debido a que su superficie total parece exceder las necesidades normales de almacenamiento —una gran cosecha de maíz proveniente de todas las tierras cultivables cercanas a Chaco cabrían en solo dos estancias de Chetro Ketl— esta interpretación no tiene mucho predicamente entre los arqueólogos.[159] Como muchas de estas estancias son espacios desnudos que están debajo de varios pisos, la escala de su construcción podría estar motivada por lo que los arquitectos llaman «massing» (percepción de los volúmenes), construir estructuras con el objeto principal de impresionar a los que las observan.[160]
Las estancias de Chetro Ketl pueden haber servido de espacio de almacenamiento para artefactos rituales y la casa grande puede haber estado ocupada principalmente por grupos de sacerdotes, dando alojamiento a los peregrinos durante los grandes actos comunitarios en los que la población del cañón se dispararía. Judge indica que estos peregrinos probablemente colaboraron en la construcción de Chetro Ketl, «confirmando así su pertenencia a una alianza ritual mayor».[161] La zona comprendida entre Chetro Ketl y Pueblo Bonito puede haberse usado como lugar central para realizar ceremonias.[162] Como el agua era crucial para su supervivencia, los rituales anasazis muy probablemente se dedicaban a la invocación de la lluvia.[163]

## El sistema anasazi
Hubo en la región un sistema de comunicación a larga distancia que empleaba humo y espejos. Se han descubierto líneas de observación directas entre Pueblo Alto, Huérfano Mointain, al norte de Nuevo México, y Chimney Rock Pueblo, al sur de Colorado. Pueden haberse mandado mensajes entre estos tres puntos en cuestión de minutos.[162] En la «mesa» que existe detrás del cañón de Chaco existe un camino antiguo que parte hacia el norte desde Chetro Ketl, luego hacia el norte a lo lardo del límite este de Pueblo Alto antes de unirse al Gran Camino del Norte.[164][lower-alpha 12] El sistema de caminos de Pueblo Alto estuvo en funcionamiento entre 1050 y 1140. Posibilitó el acceso a los pozos de riego, a los bancales de cultivo escalonados y permitió la relación entre Pueblo Alto y las casas grandes de Pueblo Bonito y Chetro Ketl. También dio acceso a una comunidad más allá de Excavada Wash. Puede haber jugado un papel importante en el transporte de artefactos usados en las casas, madera para construcción y personas por toda la cuenca de río San Juan.[lower-alpha 13] Varias secciones del camino parecen tener alguna relación con una fila de estancias exteriores de Chetro Ketl, que se cree que eran almacenes comunitarios.[168]
En 1982 Robert Powers teorizó que la red de caminos «sugiere una organización de tipo intercomunitario y un sistema de asentamiento de alcance regional». Como el «cañón de Chaco es el punto de convergencia de todos los caminos exteriores al cañón actualmente documentados» la zona puede constituir un locus de control de la región o «la cima del sistema jerárquico».[170] Powers cree que las estructuras great-house como Chetro Ketl intervenían en la coordinación a nivel de comunidades entre los emplazamientos del cañón y los poblados periféricos.[171] En 1993 David R. Wilcox propuso que en Chaco se llegó a una sociedad de naturaleza estatal cuyo centro administrativo se encontraba en Pueblo Bonito o Chetro Ketl. En un estudio llevado a cabo en 2003 sobre los artifactos anasazi, Frances Joan Mathien sostuvo que el número de individuos pertenecientes a la clase guerrera que hubieran sido necesarios para sostener dicho estado —Wilcox estimaba entre 500 y 1000— llevaba a descartar su teoría y Wilcox atribuye «a Chaco una mayor complejidad organizacional que cualquier experto hasta la fecha».[172]

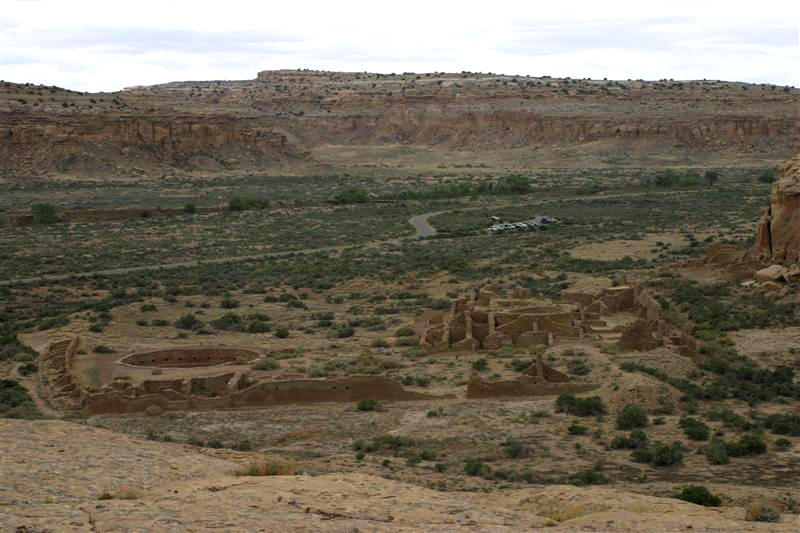
Chetro Ketl visto desde la cima de la mesa en dirección oeste (2008)

El análisis por activación neutrónica puso en relación un artefacto de Chetro Ketl con las minas de turquesa de Cerrillos, situadas a 32 km al sur de Santa Fe (Nuevo México).[177] El análisis de desconchaduras de piedra proveniente del montón de desechos de Chetro Ketl indica que más del cincuenta por ciento del chert que allí encontrado fue traído desde Washington Pass, en las Montañas Chuska, a 76 km de distancia. Los anasazi gozaban de una abundancia de importaciones procedentes de toda la cuenca del río San Juan pero se han hallado pocas pruebas de que el cañón realizara exportaciones. Ello sugiere que eran consumidores pero no productores ni distribuidores de bienes.[176]
Los investigadores siguen debatiendo si la organización anasazi estaba basada más en consideraciones políticas o rituales. Las pruebas arqueológicas sugieren que los que residían en las casas grandes como Chetro Ketl pertenecían a una clase social más elevada que aquellos que habitaban comunidades más pequeñas, lo cual podría indicar una desigualdad sistémica que se considera el sello distintivo de los sistemas políticos jerárquicos.[179] Otros ven en Chaco una sociedad igualitaria con una economía impulsada por su función como centro ceremonial de la región.[180] Ya que no ha habido prácticamente excavaciones modernas en el cañón, la cuestión continua abierta en gran parte. Lynne Sebastian sugiere que cualquier análisis que esté basado en una dicotomía estricta que le atribuya un propósito o bien ritual o bien político está equivocada en sí mismo puesto que los anasazi se vieron ampliamente permeados por ambos.[179]
Lekson cree que en el periodo tardío (entre 1075 y 1140) «Pueblo Bonito, Chetro Ketl y Pueblo Arroyo... junto con muchas otras estructuras del cañón central deberían considerarse una unidad de asentamiento coherente a efectos analíticos». Considera que las estructuras cercanas a la grieta sur serían «un asentamiento de orden superior y de una significativa complejidad» lo cual «sumado a la centralidad de Chaco a nivel regional y su relativamente alta densidad de población» debieran bastar para considerarlo «casi urbano». Señala que a mediados del siglo XII, «Chaco estaba mucho más cerca de ser una ciudad que de ser tan solo un cañón lleno de pueblos y aldeas agrícolas».[181] En su apogeo, el sistema anasazi se extendía por un área aproximada de entre 78000 y 104000 km cuadrados, una región casi del tamaño de Portugal.[182] La población de la región a principios del siglo XI era de aproximadamente 55000 personas.[183]